# Max Hoffman House
Pour les articles homonymes, voir Max Hoffman et House.
Max Hoffman House est une villa de style usonia organique, construite en 1955 pour Max Hoffman, par l'architecte américain Frank Lloyd Wright, à Rye (à 40 km au nord-est de New York) dans l'État de New York aux États-Unis. 

## Histoire
Après avoir fait construire en 1954 sa concession « Jaguar Hoffman Auto Showroom (en) » du 430 Park Avenue de Manhattan à New York, par le célèbre architecte Frank Lloyd Wright, l'importateur de voiture américain Max Hoffman lui fait construire et meubler l'année suivante cette villa de style usonia organique, sur les bords de l'océan Atlantique, dans la baie de Long Island Sound. 

## Architecture
Cette demeure de 540 m², de plain-pied, en forme de L, est construite en pierre, bois, et toit d'ardoise, avec des habillages en cuivre, sur un terrain arboré de 8000 m², au bord de l'océan, avec piscine, et jardin japonais conçu par le paysagiste Stephen Morrell (conservateur du John P. Humes Japanese Stroll Garden (en) de l'État de New York). 
Une aile nord supplémentaire est ajoutée en 1972 par le Taliesin Associated Architects (en) de Frank Lloyd Wright, et l’intérieur est rénové en 1995 par l'architecte Emanuela Frattini Magnusson. 

## A ce jour
Elle est revendue en 1972 par Max Hoffman, et appartient depuis à divers propriétaires, dont le créateur de mode new-yorkais Marc Jacobs depuis 2019,,,. 